# فرق الحراسة
Schutzmannschaft أو الشرطة المساعدة (حرفيًا: «وحدات الحماية أو الحراسة»؛ صيغة الجمع: Schutzmannschaften،  اختصارًا باسم Schuma ) كانت الشرطة المساعدة التعاونية لرجال الشرطة الأصليين الذين يعملون في مناطق الاتحاد السوفيتي ودول البلطيق التي تحتلها ألمانيا النازية خلال الحرب العالمية الثانية. قام زعيم الرايخ إس إس هاينريش هيملر بتأسيس Schutzmannschaft في 25 يوليو 1941، واخضعها واخضعهالشرطة النظام ؛ Orpo). بحلول نهاية عام 1941، خدم حوالي 45000 رجل في وحدات Schutzmannschaft، نصفهم تقريباً في الكتائب. خلال عام 1942، توسعت Schutzmannschaften لتشمل ما يقدر بنحو 300000 من الرجال، مع وجود كتائب تمثل حوالي ثلث أو أقل من نصف القوة المحلية. في كل مكان من اماكن خدمتها، فاق عدد الشرطة المحلية عدد الموظفين الألمان المكافئين عدة مرات (في معظم الأماكن، كانت نسبة الألمان إلى السكان الأصليين حوالي 1 إلى 10).
حصلت Schutzmannschaften على سمعة من كتائب الشرطة المساعدة الخاصة بها ( Schutzmannschaft-Bataillonen). تم إنشاء العديد من هذه الكتائب لدعم جهود المحرقة الألمانية، لا سيما من خلال مكافحة عمليات المقاومة ضد النازية وشاركت في المحرقة وتسببت في مقتل الآلاف من اليهود. عادة ما كانت هذه الكتائب وحدات تطوعية ولم تشارك مباشرة في القتال. في المجموع، تم تشكيل حوالي 200 كتيبة. كان لكل كتيبة قوة معتمدة يبلغ تعداداها حوالي 500 فرد، ولكن الحجم الفعلي تباين بشكل كبير. لا ينبغي الخلط بينها وبين كتائب الشرطة الألمانية الأصلية ( SS-Polizei-Bataillone ) التي شكلتها شرطة النظام بين عامي 1939 و1945 والتي شاركت أيضًا في الهولوكوست (انظر كتيبة شرطة النظام وكتيبة الشرطة الاحتياطية 101 ).
نظمت Order Order شرطة Schutzmannschaften حسب الجنسية (انظر الشرطة المساعدة البيلاروسية والشرطة المساعدة الإستونية والشرطة المساعدة اللاتفية والشرطة المساعدة الليتوانية والشرطة المساعدة الأوكرانية).

## تشكيل - تكوين
لم يرغب الألمان في استخدام المتعاونين المحليين على نطاق واسع، حيث اعتُبروا أنهم غير موثوقين وأقل شأنا ( أونترمينش ). ومع ذلك، فإن التقدم الألماني السريع في الجبهة الشرقية ونقص القوى العاملة أجبر الألمان على إعادة النظر.فاخذ الاذن في 25 يوليو 1941، من هيملر بإنشاء Schutzmannschaft. في البداية، كان يطلق عليه اسم Hilfspolizei، لكن الألمان لم يكونوا يريدون إرفاق لقب الشرطة المرموق بهذه القوة. كانت Schutzmannschaften جزءًا لا يتجزأ من هيكل الشرطة الألمانية واختص بمجموعة متنوعة من القضايا، بما في ذلك الجرائم اليومية (باستثناء ما يتعلق بالمواطنين الألمان). في البداية، تم تسليح جزء صغير فقط من المساعدين المحليين. بسبب الإشراف المحدود، وخاصة في المناطق الريفية، كان لأعضاء Schutzmannschaften سلطة كبيرة وكانت هناك شكاوى متكررة من الفساد وسوء المعاملة.
| المنطقة                    | كتائب الشرطة | محطات الشرطة | مجموع شوما | الشرطة الألمانية Orpo |
| -------------------------- | ------------ | ------------ | ---------- | --------------------- |
| Ostland                    | 23758        | 31804        | 54984      | 4442                  |
| أوكرانيا                   | 35000        | 70000        | 105000     | 10194                 |
| الإدارة العسكرية [الروسية] | 140000       | 140000       | 140000     | 14194                 |
| المجموع الكلي              | 299984       | 299984       | 299984     | 28830                 |

## التنظيم
تكونت Schutzmannschaft من أربعة أقسام:
- Schutzmannschaft-Einzeldienst (الشرطة النظامية الثابتة ؛ رجال الدوريات في المدن والمناطق)
- Schutzmannschaft-Bataillonen (كتائب الشرطة المتنقلة للعمليات المناهضة للحزب )
- Hilfsschutzmannschaft (الوحدات الاحتياطية - أسرى الحرب الخاضعون للحراسة وتنفيذ تفاصيل العمل)
- Feuerschutzmannschaft (فرق الإطفاء)

## كتائب الشرطة

### أرقام الكتيبة
تم تنظيم كتائب Schutzmannschaft حسب الجنسية: الأوكرانيين والبيلاروسيين والإستونيين والليتوانيين واللاتفيين والتتار. حاول الألمان تنظيم كتائب الشرطة في بولندا المحتلة، لكنهم لم يعثروا على متطوعين واضطروا إلى استخدام القوة في تشكيل كتيبة Schutzmannschaft بولندية واحدة. تم تخصيص ارقام للكتائب في البداية على النحو التالي (بين قوسين: إعادة تخصيص الأرقام في عام 1942؛ لم يتم استخدام جميع الأرقام بالفعل):
- Reichskommissariat Ostland : الكتائب من 1 إلى 50
  - الشرطة المساعدة الليتوانية : الكتائب من 1 إلى 15 (1-15 و 250-265 و 301-310)
  - كتائب شرطة لاتفيا : الكتائب 16 إلى 28 (16-28 ، 266-28 ، 311-328)
  - الشرطة الإستونية المساعدة : الكتائب 29 إلى 40 (29-45 ، 50 ، 286-293)
  - الشرطة البيلاروسية المساعدة : الكتائب من 41 إلى 50 (من 46 إلى 49)
- Reichskommissariat Moskowien : الكتائب من 51 إلى 100
  - لم تشكل في الواقع
- الرايخسمارية أوكرانيا : الكتائب 101 إلى 200
  - الشرطة المساعدة الأوكرانية (بما في ذلك وحدات التتار)